# Ferdinand Hauck (Klavierbauer)
Ferdinand Hauck (* 27. Februar 1805 in Habelschwerdt, Grafschaft Glatz; † 3. Februar 1871) war ein deutscher  Flügelbauer.
Hauck interessierte sich für mechanische Werke und baute bereits als Kind kleine Orgeln, Leierkästen und Mühlen. Nach dem Besuch des Königlich Katholischen Gymnasiums in Glatz ging er in Reinerz bei dem Instrumentenbauer Vincenz in die Lehre und arbeitete ab dem Jahr 1830 in Wien in der 1806 von Johann Fritz begründeten Klavierfabrik, später bei Conrad Graf. Nach der Rückkehr in seine Heimatstadt gründete er eine kleine Fabrik, die er in den nachfolgenden Jahren vergrößern konnte. Er beschäftigte bis zu acht Gehilfen und verkaufte seine Flügel bis nach Berlin.

## Werk
Hauck entwickelte eine Maschine zur Fertigung von Kapseln aus Messing zur Bewegung der Hämmer. Er ersetzte durch diese die hölzernen Kapseln der englischen Mechanik, die bei schwankender Zimmertemperatur verquollen.
Seine Flügel haben den Umfang vom Contra C bis zum dreimal gestrichenen a und zeichnen sich weniger durch ihre Eleganz, als durch einen melodischen Ton und ihre Dauerhaftigkeit aus.